# Strikeforce Challengers 6
Strikeforce Challengers 6（ストライクフォース・チャレンジャーズ・シックス）は、アメリカ合衆国の総合格闘技団体「Strikeforce」の大会の一つ。2010年2月26日、カリフォルニア州サンノゼのサンノゼ市公会堂で開催された。

## 大会概要
本大会ではサラ・カフマンと端貴代によるStrikeforce女子ウェルター級王座決定戦が組まれた。

## 試合結果

### プレリミナリィカード
第1試合 2分3R
○  ロナルド・カリージョ vs.  アンソニー・デ・ロス・サントス ×
2R 1:20 腕ひしぎ十字固め
第2試合 2分3R
○  スティーブ・ディッキー vs.  アラン・ラミル ×
1R 0:33 TKO（レフェリーストップ）
第3試合 2分3R
○  レニー・ロビンソン vs.  リリア・サラス ×
1R 1:06 TKO（レフェリーストップ）
第4試合 2分3R
○  ジェシー・トバー vs.  ジョンソン・グエン ×
2R 1:24 チョークスリーパー
第5試合 2分3R
○  トリスタン・アレナル vs.  ジョージ・ミラー ×
2R 0:30 TKO（レフェリーストップ）
第6試合 2分3R
○  サミュエル・ブラカモンテ vs.  クリス・スチュワート ×
3R 0:59 TKO（レフェリーストップ）
第7試合 ミドル級 5分3R
○  ウェイン・フィリップス vs.  エリック・ローソン ×
1R 4:27 腕ひしぎ十字固め

### メインカード
第8試合 ライトヘビー級 5分3R
○  ヤンシー・メデイロス vs.  ラウール・カスティーリョ ×
3R終了 判定3-0
第9試合 ウェルター級 5分3R
○  タレック・サフィジーヌ vs.  ジェームス・テリー ×
3R終了 判定3-0
第10試合 ミドル級 5分3R
○  ルーク・ロックホールド vs.  ポール・ブラッドリー ×
1R 2:24 TKO（レフェリーストップ：ボディへの膝蹴り）
第11試合 ミドル級 5分3R
△  トレヴァー・プラングリー vs.  カール・"サイコ"・アモーゾ △
1R 4:14 テクニカルドロー
第12試合 Strikeforce女子ウェルター級王座決定戦 5分5R
○  サラ・カフマン vs.  端貴代 ×
5R終了 判定3-0
※カフマンが王座獲得に成功。